# Club Universitario de La Paz
El Club Deportivo Universitario, más conocido como Club Universitario de La Paz o la «U» es una asociación deportiva con sede en la ciudad de La Paz, Bolivia, cuya actividad principal es el fútbol profesional. Fue fundado el 23 de septiembre de 1922 por un grupo de jóvenes universitarios juntó a docentes de la Universidad Mayor de San Andrés y actualmente juega en la Primera A de la Asociación de Fútbol de La Paz.
Una de las principales características del club es su carácter polideportivo. Además de su sección principal, la de fútbol, cuenta con equipos en otras disciplinas deportivas tales como: baloncesto, fútbol femenino, fútbol sala, voleibol, entre otros.
A nivel internacional cuenta con 1 participación en torneos oficiales organizados por la Confederación Sudamericana de Fútbol jugo la Copa Libertadores de América edición de 1970.
En 1971 fue apartado de la Universidad Mayor de San Andrés y cayó en un pozo deportivo del que ya no pudo salir, nunca jugó en la Liga del Fútbol Profesional Boliviano.

## Historia
La institución deportiva que representa a la Universidad Mayor de San Andrés fue fundado el 23 de enero de 1922. 
A escasas semanas de su aparición, se inscribió en el campeonato de 1922. En dicho torneo tomaron parte las representaciones de The Strongest, Boxing, Strangers, Colegio Militar, Atlantes, Unión Pérez, Colorados de Bolivia, Liga de Empleados del Comercio, Centro de Estudios Médicos, Don Bosco, Cordillera Royal, Illimani, La Paz United, Batallón Técnico y Regimiento Campero. Al finalizar el torneo, Universitario se colocó en el segundo lugar, después de plantel stronguista.
Desde sus inicios, Universitario se puso a la altura de los mejores equipos de La Paz. Su rápida popularidad seguía atrayendo más seguidores, puesto que los estudiantes practicaban las distintas disciplinas deportivas, el balompié en particular.
Hasta 1928, la “U” se ubicó en los primeros lugares de las competencias. Un año después, en la temporada futbolística de 1929, ganó su primer galardón. Venció en el último partido a su clásico rival The Strongest por 3- 2. En este compromiso definitorio, Mario Alborta (capitán), de Universitario, fue protagonista clave para la obtención del título.
Universitario participó en la inauguración del estadio Hernando Siles, que se realizó el 16 de enero de 1930. En dicho compromiso el cuadro stronguista ganó por 3-1. Algunos meses después, sucedió lo inesperado. Al finalizar junio de la misma gestión, sobrevino una insurrección, propiciada por cadetes del Colegio Militar. Este hecho produjo el derrocamiento del presidente Siles.
Es importante resaltar este acontecimiento porque el secretario privado de Siles fue Enrique Baldivieso, quien por entonces era el presidente de Universitario. Por consiguiente, a la caída del mandatario se alejaron varios hombres de confianza. Lógicamente el cuadro estudiantil desapareció momentáneamente del escenario deportivo. En ese lapso varios de sus componentes pasaron a vestir las casacas de The Strongest y Bolívar.
Luego de esta lamentable situación, vino el conflicto chaqueño con Paraguay. Por espacio de tres años la afición deportiva nacional se vio imposibilitada de ver a los representantes del popular deporte.
En febrero de 1937, la Universidad Mayor de San Andrés impulsó nuevamente las prácticas deportivas. Los universitarios en la posguerra incursionaron nuevamente en las actividades físicas, con renovada motivación. De esa manera, la casa de estudios superiores incursionó otra vez en las disciplinas del fútbol, basquetbol, natación, tenis y atletismo.
A partir de 1940, comenzaron oficialmente las competencias en las categorías de fútbol. Estos torneos tuvieron el asesoramiento reglamentario de La Paz Foot-Ball Association.
En 1959 reapareció con más intensidad Universitario, en los torneos de la Asociación Paceña de Fútbol. Tras las buenas presentaciones del plantel estudiantil en los encuentros de ascenso, logró ubicarse en los primeros lugares de la tabla de posiciones. Tan ventajosa había sido su campaña deportiva en 1960, que tuvo la posibilidad de ascender a Primera de Amateur. Jugó el partido final de esta categoría con el club Olimpic al cual venció por 3-1. Con este triunfo consiguió el derecho de subir de categoría.
Después de cuatro años de intensa actividad, Universitario logró el campeonato de la Primera B. Luego pasó a la instancia sucesiva; sin embargo, en los años siguientes, como consecuencia de la puntuación final del año de 1964, en la categoría de la Primera A, el cuadro estudiantil al igual que el club Bolívar ocuparon las últimas posiciones.
En esos años, similar al campeonato de la Asociación de La Paz, se llevó a efecto otro certamen de la Federación Boliviana de Fútbol. Universitario participó notoriamente en ambos campeonatos. Para un mejor desenvolvimiento en el campeonato nacional de 1969.
La “U” consiguió el galardón máximo de la competencia, venció en el último encuentro a Mariscal Santa Cruz por 2- 1.
Con esta obtención, el plantel estudiantil ganó también el derecho de representar al país, junto al cuadro celeste en el certamen sudamericano de la Copa Libertadores de 1970. No obstante, el evento continental no fue del todo positivo para la participación de la “U”. En este caso, prevaleció más la experiencia de los planteles tradicionales del fútbol argentino, River y Boca.
En la gestión de 1972, la “U” descendió de categoría, volvió a jugar en la Primera B.
Desde ese tiempo, hasta aproximadamente 1986, Universitario se mantuvo en dicha categoría.
En 2002 llegaron nuevos vientos de esperanza y con ellos la consolidación del cuadro estudiantil. En 2011 Universitario se coronó campeón de Primera B y posteriormente pasó a participar en la Primera A.

### Temporada 2019

Jugadores de Universitario de la temporada 2019

El 2019 obtiene el campeonato de la primera de ascenso de la AFLP a falta de dos fechas para la conclusión del campeonato.

## Uniforme

### Uniforme actual
- Uniforme titular: Camiseta celeste, pantalón azul y medias celestes.
- Uniforme alternativo: Camiseta blanca, pantalón celeste y medias blancas.

## Estadio

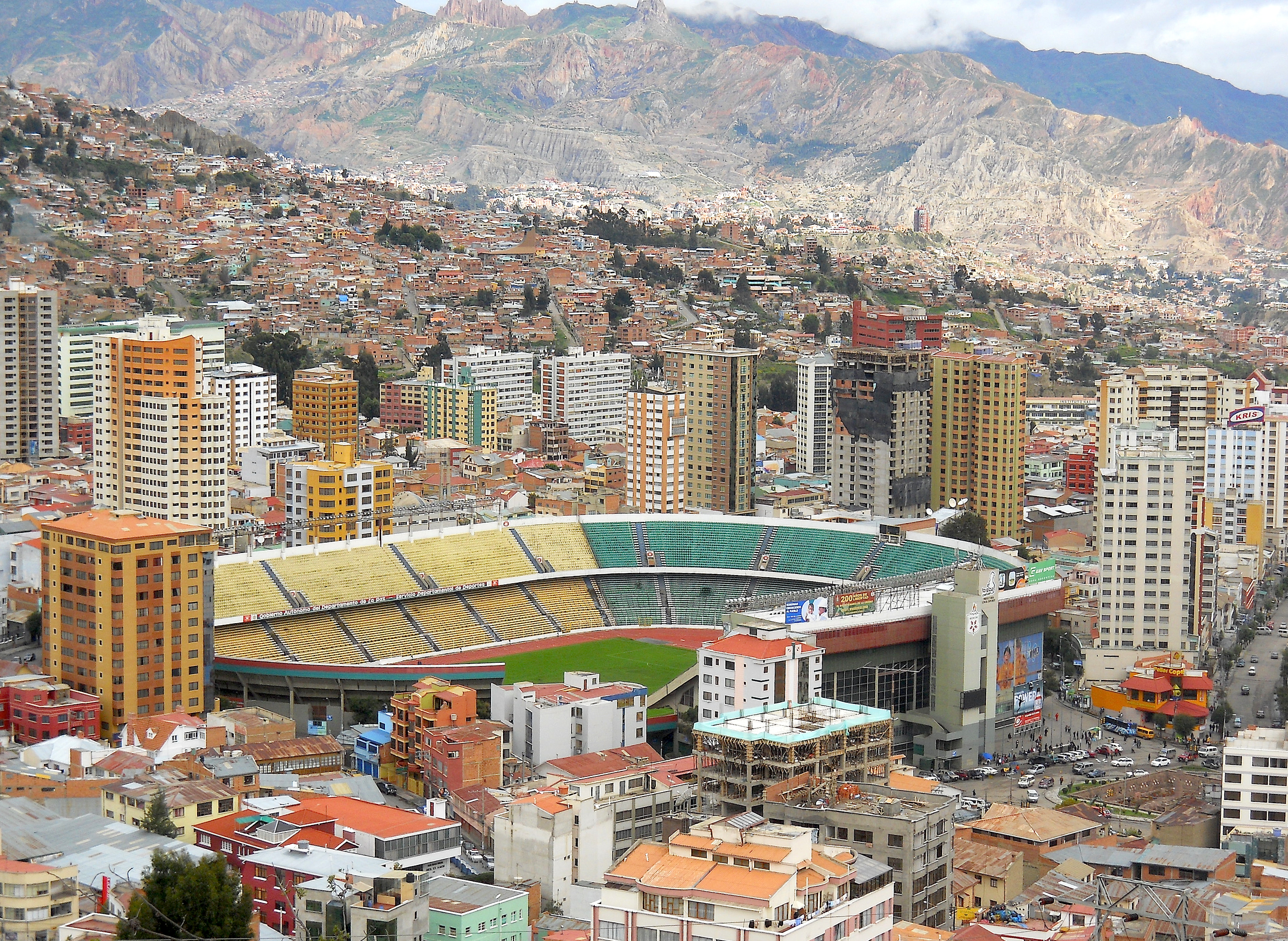
Vista del estadio desde el Barrio Miraflores.

Universitario juega sus partidos de local en el Estadio Hernando Siles, el más amplio del país. Inaugurado en 1931, el recinto tiene un aforo para 45 143 personas, y ha sido sede de tres Copas América, numerosos encuentros de las eliminatorias para la Copa Mundial de la FIFA.
El estadio está localizado en el barrio de Miraflores, a una altitud de 3.601 metros sobre el nivel del mar, haciéndolo uno de los estadios más altos del mundo.

## Rivalidades

### Rivalidad con The Strongest
En el año de su fundación el Club Universitario participó en la LPFA dónde obtiene el subcampeonato que ganó The Strongest.
A partir de este año, Universitario y The Strongest fueron los principales equipos de la ciudad de La Paz y de Bolivia, peleando por el título de los torneos de la LPFA siempre en los dos primeros puestos. Para 1930 la rivalidad es ya considerada el Clásico paceño y son estos dos equipos los invitados a inaugurar el Estadio Hernando Siles el 16 de enero de ese año.
En el año 1969, Universitario es apartado de la Universidad y desciende de categoría, desde entonces ya son más de 50 años que no se juega este Clásico.

## Datos del club

### Partidos Históricos
| Fecha                 | Rival         | Resultado | Ciudad | Comentario                                                       |
| --------------------- | ------------- | --------- | ------ | ---------------------------------------------------------------- |
| 16 de enero de 1930   | The Strongest | 1:4       | La Paz | Inauguración del Estadio Hernando Siles                          |
| 15 de febrero de 1970 | Bolívar       | 2:2       | La Paz | Primer partido en Copa Libertadores                              |
| 26 de febrero de 1970 | Boca Juniors  | 0:0       | La Paz | Primer partido ante un equipo extranjero en la Copa Libertadores |

### Estadísticas en competiciones internacionales
| Competición            | Ronda          | PJ | PG | PE | PP | GF | GC | Dif. | Puntos |
| ---------------------- | -------------- | -- | -- | -- | -- | -- | -- | ---- | ------ |
| Copa Libertadores 1970 | Fase de grupos | 6  | 0  | 2  | 4  | 2  | 19 | -17  | 2      |

Por competencia
| Competición                  | Temp. | PJ | PG | PE | PP | GF | GC | Dif. | Puntos |
| ---------------------------- | ----- | -- | -- | -- | -- | -- | -- | ---- | ------ |
| Copa Libertadores de América | 1     | 6  | 0  | 2  | 4  | 2  | 19 | -17  | 2      |
| Total                        | 1     | 6  | 0  | 2  | 4  | 2  | 19 | -17  | 2      |

### Universitario de La Paz en competiciones internacionales
| Torneo                 | Ronda          | Rival        | Ida | Vuelta |
| ---------------------- | -------------- | ------------ | --- | ------ |
| Copa Libertadores 1970 | Fase de grupos | Bolívar      | 2–2 | 0–2    |
| Copa Libertadores 1970 | Fase de grupos | Boca Juniors | 0–0 | 0–4    |
| Copa Libertadores 1970 | Fase de grupos | River Plate  | 0–2 | 0–9    |

### Goleadores en torneos internacionales
| Pos. | Jugador        | Goles Internacionales | Total Goles |
| ---- | -------------- | --------------------- | ----------- |
| 1°   | Germán Parada  | 1                     | 1           |
| 1°   | Ramón Ferreira | 1                     | 1           |

## Entrenadores
Muchos entrenadores han pasado por el Club Universitario a lo largo de su historia, pero solo algunos de ellos dejaron huella debido a los logros y títulos que consiguieron.
Después de varios años, con la creación de la Copa Simón Bolívar que fue el primer torneo nacional boliviano, el equipo llegó a tener su primer título de campeón nacional dirigido por Próspero Benítez en 1969. Al año siguiente Benítez también dirigió al equipo en la Copa Libertadores.  

### Entrenadores campeones de Primera División
| Entrenador       | Período    | Títulos |
| ---------------- | ---------- | ------- |
| Próspero Benítez | 1968-1970. | 1969    |

### Cronología
- Próspero Benítez (1968-70)
- Uber Acosta (2014)
- Martín Careaga (2024-Act.)

## Palmarés

### Torneos nacionales (1)
| Competición nacional            | Títulos | Subcampeonatos |
| ------------------------------- | ------- | -------------- |
| Primera División de Bolivia (1) | 1969.   |                |

### Torneos regionales (1)
| Competición regional                             | Títulos     | Subcampeonatos                |
| ------------------------------------------------ | ----------- | ----------------------------- |
| Asociación de Fútbol de La Paz - Primera "A" (1) | 1929.       | 1922, 1923, 1924, 1925, 1928. |
| Asociación de Fútbol de La Paz - Primera "B" (2) | 2014, 2019. |                               |

## Participaciones Internacionales

### Torneos internacionales oficiales
- En negrita competiciones en activo.

| Torneo                           | Ediciones |
| -------------------------------- | --------- |
| Copa Libertadores de América (1) | 1970.     |

### Por competición
- En negrita competiciones en activo.

| Torneo                       | TJ | PJ | PG | PE | PP | GF | GC | Dif. | Puntos |
| ---------------------------- | -- | -- | -- | -- | -- | -- | -- | ---- | ------ |
| Copa Libertadores de América | 1  | 6  | 0  | 2  | 4  | 2  | 19 | -17  | 2      |
| Total                        | 1  | 6  | 0  | 2  | 4  | 2  | 19 | -17  | 2      |

Actualizado a la Copa Libertadores 1970.

## Secciones deportivas
En la «U» se practican diversos deportes entre ellos: Básquet, Esgrima, Levantamiento de pesas, fútbol, fútbol sala, Tiro con arco y Voleibol. En estos deportes se ha logrado conseguir diversos títulos y logros a lo largo de los años, llegando a tener una gran acogida y repercusión dentro de la Universidad.

### Fútbol femenino
El equipo de fútbol femenino de Universitario disputa el campeonato de fútbol de la Asociación de Fútbol de La Paz, equivalente a la tercera división masculina.

### Fútbol Sala
Universitario cuenta tanto con equipo masculino como uno femenino en Fútbol sala.
- En la categoría femenina obtuvo el Subcampeonato de la Asociación paceña de Futsal en la gestión 2018.

### Baloncesto
Universitario cuenta tanto con equipo masculino como uno femenino en la disciplina del Baloncesto.
- El primer equipo de Baloncesto masculino de Universitario milita actualmente en la División de Honor (Primera categoría). En dicha categoría fue Subcampeón el año 2018.

- El primer equipo de Baloncesto femenino de Universitario milita actualmente en la Segunda de Ascenso (Tercera categoría). En dicha categoría fue Subcampeón el año 2018.

### Voleibol
Universitario cuenta tanto con equipo masculino como uno femenino en Vóleibol.
- El equipo femenino participa en la (Primera de Honor) desde 2018.

### Levantamiento de pesas
Universitario cuenta tanto con equipo masculino como uno femenino en la disciplina del Levantamiento de pesas. En ambas fue campeón nacional el año 2018 - Santa Cruz.
- En la rama masculina fue campeón nacional el año 2018

- En la rama femenina fue campeón nacional el año 2018. También fue campeón nacional categoría juvenil 2018 - Sucre.

Las  siguientes medallas obtenidas por los estudiantes universitarios que participaron en representación del departamento de La Paz como selección paceña en el campeonato Nacional de levantamiento de pesas divisiones mayores, juvenil y sub-17 en damas y varones, realizado en la ciudad de Santa Cruz de la Sierra del 2 al 7 de julio de 2019.
- Se obtuvieron  11 medallas en total en damas y varones:
  - 6 Medallas de oro
  - 4 Medallas de plata
  - 1 Medallas de bronce.

- Campeonato departamental selectivo al nacional 25 de mayo de 2019 gimnasio de la departamental. 
- Se obtuvieron 14 medallas en total en damas y varones:
  - 7 Medallas de oro
  - 5 Medallas de plata
  - 2 Medallas de bronce.

- Campeonato municipal selectivo al departamental 18 de mayo de 2019. Campeones absolutos por equipos en damas y varones.
- Se obtuvieron 15 medallas en total en damas y varones:
  - 9 Medallas de oro
  - 4 Medallas de plata
  - 2 Medallas de bronce.